# باشگاه فوتبال القیصومه عربستان سعودی
باشگاه فوتبال القیصومه (عربی: نادی القیصومه) یک باشگاه فوتبال واقع در قیصومه، حفر الباطن در عربستان سعودی است و اکنون در لیگ دسته اول فوتبال عربستان سعودی حضور دارد.
این باشگاه فوتبال در سال ۱۹۷۰ تأسیس شد.